# 打吹美砂
打吹 美砂（うちぶき みさ、本名：藤本 千栄子、旧名：知江子、旧姓：米本、1918年（大正7年）11月15日 - 2010年（平成22年））は、元宝塚歌劇団（元花組主演男役および娘役クラス、元花組組長。）の人物である。鳥取県倉吉市出身。芸名は同郷の上級生である高砂松子が故郷の打吹公園の名前をとって命名した。宝塚歌劇団時代の公称身長は160cm。宝塚歌劇団時代の愛称はヨネちゃん（旧姓の米本から）。改名前は打吹 たもとであった。

## 来歴・人物
1931年、21期生として、宝塚音楽歌劇学校（現在の宝塚音楽学校）に入学し、宝塚少女歌劇団（現在の宝塚歌劇団）に入団。当時は入学イコール入団で学校と劇団は一体であった。
1948年 - 1951年・1953年 - 1960年、花組組長。なお、同じ組で2回組長を務めたのは打吹と汝鳥伶（元月組組長）だけである。
1972年、宝塚歌劇団を退団。
2010年、死去。
2014年、設立された『宝塚歌劇の殿堂』の最初の100人のひとりとして殿堂入りを果たした。

## 宝塚歌劇団時代の主な舞台
- 『ミモザの花』（花組）（1946年6月1日 - 6月30日、宝塚大劇場）
- 『センチメンタル・ヂャアニー』（花組）（1946年11月1日 - 11月29日、宝塚大劇場）
- 『ファイン・ロマンス』（花組）（1947年1月1日 - 1月30日、宝塚大劇場）
- 『春のおどり(世界の花)』（花組）（1947年4月1日 - 4月29日、宝塚大劇場）
- 『モン・パリ』（花組）（1947年9月2日 - 9月29日、宝塚大劇場）
- 『アデュウ一九四七年』『ミモザの花』（花組）（1947年12月2日 - 12月28日、宝塚中劇場）
- 『になひ文』（花組）（1948年3月2日 - 3月30日、宝塚大劇場）
- 『田舎源氏』『ハリウッドに榮光あれ』（花組）（1948年5月1日 - 5月29日、宝塚大劇場）
- 『再び君が胸に』（花組）（1948年7月1日 - 7月30日、宝塚大劇場）
- 『葛の葉』『アデュウ一九四八年』（花・星組）（1948年12月1日 - 12月23日、宝塚大劇場）
- 『ブギウギ巴里』（花組）（1949年1月26日 - 2月16日、宝塚大劇場）
- 『ワンダフル・ハリディ』『想ひ出の薔薇』（花組）（1949年5月11日 - 5月30日、宝塚大劇場）
- 『カルメン』『懐しのアリゾナ』（花組）（1949年7月16日 - 8月8日、宝塚大劇場）
- 『雨月物語』『プリズム・パレード』（花組）（1949年11月1日 - 11月29日、宝塚大劇場）
- 『素襖落』『アラビアン・ナイト』（花組）（1950年8月1日 - 8月30日、宝塚大劇場）
- 『ラ・ヴィオレテラ』（花組）（1951年2月1日 - 2月27日、宝塚大劇場）
- 『裸山の一夜』『河童まつり』（花組）（1951年6月1日 - 6月29日、宝塚大劇場）
- 『安珍清姫譚』『シャンソン・ド・パリ』（花組）（1952年7月1日 - 7月30日、宝塚大劇場）
- 『桃太郎記』（花組）（1953年9月1日 - 9月29日、宝塚大劇場）
- 『白井權八』『王春讃歌』（花組）（1954年3月3日 - 3月30日、宝塚大劇場）
- 『笛吹童子』『黄金の河』（花組）（1954年7月1日 - 7月30日、宝塚大劇場）
- 『国姓爺合戦』（花組）（1955年12月2日 - 12月26日、宝塚大劇場）
- 『春の踊り(美しき日本)』（花組）（1956年4月1日 - 4月29日、宝塚大劇場）
- 『浮かれ大名』『天使と山賊』（花組）（1956年11月1日 - 11月29日、宝塚大劇場）
- 『日本美女絵巻』（月組）（1959年2月1日 - 2月26日、宝塚大劇場）
- 『椿姫』（花組）（1959年3月1日 - 3月24日、宝塚大劇場）
- 『マイ・フェア・レディ』（1963年9月、東京宝塚劇場）※外部出演
- 『タカラヅカEXPO'70　四季の踊り絵巻』（月組）（1970年4月15日 - 5月6日、宝塚大劇場）

## 映画出演
- 『娘十八お転婆時代』（1952年、東宝）